# Lakeview House Golf Course
De Lakeview House Golf Course is een golfbaan in Canada. De 9 holesbaan werd opgericht in 1923 en bevindt zich in Toronto, Ontario.

## Golftoernooien
- Canadees Open: 1923 & 1934